# Горочичский (Калинковичский район)
Горочичский (бел. Гарочыцкі) — посёлок и железнодорожная станция Горочичи (на линии Жлобин — Калинковичи), в Горочичском сельсовете Калинковичского района Гомельской области Беларуси.

## География

### Расположение
В 14 км на северо-восток от районного центра, 16 км от железнодорожной станции Калинковичи (на линии Гомель — Лунинец), 138 км от Гомеля.

## Транспортная сеть
Транспортные связи по просёлочной, затем автомобильной дороге Гомель — Лунинец. Планировка состоит из 2 односторонне застроенных, по обе стороны железной дороги, улиц (одна прямолинейная, вторая изогнутая). Ориентация близкая к меридиональной. Жилые дома деревянные, усадебного типа.

## История
Со сдачей в эксплуатацию в 1915 году железной дороги Жлобин — Калинковичи здесь начала работу железнодорожная станция и формировался посёлок. Название посёлка было утверждено Указом Президиума Верховного Совета БССР от 21 января 1969 года. Согласно переписи 1959 года в составе совхоза «Калинковичский» (центр — деревня Горочичи).

## Население

### Численность
- 2004 год — 80 хозяйств, 150 жителей.

### Динамика
- 1959 год — 318 жителей (согласно переписи).
- 2004 год — 80 хозяйств, 150 жителей.